# 惊奇猪笼草
惊奇猪笼草（学名：Nepenthes mira）是菲律宾巴拉望特有的热带食虫植物。其生长于海拔1550米至1605米的地区。
1998年，马修·杰布和马丁·奇克发现了惊奇猪笼草。他们认为惊奇猪笼草与婆罗洲的爱德华猪笼草（N. edwardsiana）、大叶猪笼草（N. macrophylla）和长毛猪笼草（N. villosa）间存在近缘关系。在食虫植物数据库中，分类学家简·斯洛尔（Jan Schlauer）将该物种列为迪安猪笼草（N. deaniana）
尚未发现惊奇猪笼草的自然杂交种。也未发现其任何变型或变种。

## 扩展阅读
- 食虫植物照片搜寻引擎中惊奇猪笼草的照片 （页面存档备份，存于）

 维基共享资源上的相關多媒體資源：惊奇猪笼草
 維基物種上的相關：惊奇猪笼草